# Josip Scholz
Josip Scholz altresì citato come Josip Šolc (Zagabria, 30 gennaio 1898 – Belgrado, 24 settembre 1945) è stato un calciatore jugoslavo, di ruolo centrocampista.